# The End (Odaát)
A The End az Odaát című televíziós sorozat ötödik évadának negyedik epizódja.

## Cselekmény
Dean Kansas City-ben száll meg egy motelben, melynek épülete előtt egy hittérítő "csábítja" az embereket. Deant este Castiel hívja fel telefonon, és elmondja neki, hogy megtudta, az elveszettnek hitt Colt a démonok birtokában van. Dean megkéri Cast, hagyja most aludni, erre később Sam hívása ébreszti fel álmából; a fiú közli vele, hogy Lucifer felkereste őt álmában és elmondta neki, hogy ő a porhüvelye, illetve megkéri bátyját, hadd térjen vissza hozzá, és folytassák együtt a vadászatokat. Dean erre azt feleli, együtt csak hátráltatnák egymást, sohasem lett volna szabad együtt űzniük ezt a "szakmát".
Reggel Dean felébred, és döbbenten veszi észre, hogy a motelszoba különös módon sokkal lepukkadtabb lett, mint amikor elaludt. Kinézve az ablakon, szörnyű látvány tárul elé: a város romokban áll, egyetlen ember sincs az utcákon. Mikor jobban körülnéz, egy sikátorban egy guggoló kislányra lesz figyelmes, aki azonban rátámad, így a fiú kénytelen lesz leütni. Dean ekkor pillantja meg a sikátor falán a "Croatoan" feliratot, így világossá válik, hogy a már korábban feltűnt démoni vírus áll a háttérben. Fertőzöttek tömege tűnik fel, és kezdi el kergetni Deant, aki előbb-utóbb kénytelen szembenézni üldözőivel, ugyanis zsákutcába rohan. Katonai járművek jelennek meg, és kezdik el lőni a fertőzöttek tömegét, ám Deannek ismét menekülnie kell, ugyanis rá is tüzet nyitnak. A fiú rájön, hogy 2014-ben van, tehetetlenségében lop magának egy autót, amellyel aztán Bobby felé veszi az irányt. Az út során megjelenik mellette Zakariás, aki elárulja neki, hogy ő repítette ebbe az időpontba, ahol jelenleg Lucifer az úr a Földön, aki démonjaival megtizedelte az emberiséget. Mielőtt eltűnne, még elmondja, hogy a motel előtti hittérítő segítségével bukkant rá Dean nyomára, illetve hogy a fiúnak 3 napot kell kiállnia az apokaliptikus jövőben, mielőtt hazamehetne.
Megérkezve a roncstelepre, Dean Bobby házában rábukkan egy fényképre, melyen Bobby, Castiel és még három fegyveres férfi van, egy "Chitaqua tábor" feliratú tábla mellett. Dean ellátogat a táborba, ahol rátalál a ronccsá lett Impalára, csakhogy settenkedés közben valaki leüti. Egy sötét házban ébred, előtte nem mással, mint saját jövőbeli önmagával. Miután sikerült meggyőznie "Jövő-Deant" a kilétéről, az elmeséli neki, hogy az általuk csak Croatoan vírusnak nevezett fertőzés kezdte el pusztítani az emberek lakosságát, Sam pedig "nem úszott meg egy detroiti balhét". "Jövő-Dean" ugyan megbilincselve hagyja múltbeli önmagát, az mégis kiszabadítja magát, és szökni indul. A táborban azonban észreveszik, és mivel jelenlegi önmagának nézik, először a prófétából harcossá lett Chuck Shirley kezdi nyaggatni élelmiszer-ügyben, majd egy nő pofozza fel, amiért más lányokkal múlatta az időt. A táborban összeakad az erejét vesztett Castiellel is, aki jelenleg nyugtatókkal tömi magát, és nőkkel szórakozik. Mikor azonban a jövőbeli Dean és csapata visszatér küldetéséről, az meglepő dolgot tesz: hidegvérrel fejbelövi egyik emberét, mivel szerinte az megfertőződött. Kiderül, hogy "Jövő-Dean" egy korábbi démonkínzás folytán kiderítette Lucifer pontos hollétét, és egy kisebb csapattal és a korábban visszaszerzett Colttal hamarosan elindul, hogy megölje az Ördögöt. Egy kisebb eligazítást követően az osztag útnak indul, Cas-szal, Chuck-kal és mindkét Deannel. Mielőtt az akció kezdetét venné, "Múlt-Dean" rájön, hogy jövőbeli énje fel akarja áldozni társait, hogy csapdát állítsanak Lucifernek, ám mikor ezt a többiekkel is meg akarná osztani, "Jövő-Dean" leüti. Mikor magához tér, már csak az összecsapás végét látja, amint "Jövő-Deant" megöli a Sátán, méghozzá aki nem más testében van, mint Sam. Az Ördög feltárja Dean előtt, hogy Isten valójában azért száműztette Mihály arkangyallal a Mennyből, mert nem volt hajlandó elfogadni az emberek megteremtését, akik szerinte teljesen romlott lények, ellenben Istent nagyon is imádta. Miután Dean ezek után is kinyilvánítja utálatát Luciferrel szemben, az magára hagyja Deant, előtte azonban még elmondja neki, hogy bármit is tesz, ő fog nyerni.
Zakariás visszarepíti Deant az ő idejébe, 2009-be, ahol megparancsolja neki, hogy most már tényleg fogadja be Mihályt a testébe, ám a fiú ezt ismét ellenzi, majd pedig hirtelen eltűnik, méghozzá Castiel segítségével. Dean elmondja, már tudja, mit kell tennie; telefonon egy találkozóra hívja Samet, ahol megkéri őt, bocsássa meg, amiket korábban mondott, és folytassák ismét együtt a vadászataikat...

## Természetfeletti lények

### Angyalok
Az angyalok Isten katonái, aki időtlen idők óta védelmezik az emberiséget. Eme teremtményeknek hatalmas szárnyaik vannak, emberekkel azonban csak emberi testen keresztül képesek kapcsolatba lépni, ugyanis puszta látványuk nemcsak az emberek, de még a természetfeletti lények szemét is kiégetik, hangjuk pedig fülsiketítő. Isteni képességük folytán halhatatlanok.

### Démoni vírussal fertőzöttek
Eme démoni vírus egy veszedelmes kórokozó, mely az emberek vérével keveredve fertőz, majd a véráramba jutás utáni néhány perc elteltével kezd hatni: az illető teljesen kifordul önmagából, agresszívvá válik, tudtán kívül minden embert megtámad. Mivel ellenszer a vírusra nincs, a fertőzötteket megállítani csupán megölésükkel lehet.

## Időpontok és helyszínek
- 2009. vége – Kansas City, Missouri
- 2014. augusztus 1-3. – Kansas City, Missouri

## Zenék
- The Contours – Do You Love Me

## Külső hivatkozások
- Supernatural-The End az Internet Movie Database oldalon (angolul)